# Ґуцин (Плонський повіт)
Ґуцин (пол. Gucin) — село в Польщі, у гміні Нове Място Плонського повіту Мазовецького воєводства.
Населення — 25 осіб (2011).
У 1975-1998 роках село належало до Цехановського воєводства.

## Демографія
Демографічна структура станом на 31 березня 2011 року:
|          | Загалом | Допрацездатний вік | Працездатний вік | Постпрацездатний вік |
| -------- | ------- | ------------------ | ---------------- | -------------------- |
| Чоловіки | 11      | 1                  | 9                | 1                    |
| Жінки    | 14      | 0                  | 9                | 5                    |
| Разом    | 25      | 1                  | 18               | 6                    |